# Fra Mols til Skagen
"Fra Mols til Skagen" var Danmarks bidrag till Eurovision Song Contest 1995, och sjöngs på danska av Aud Wilken.
Låten startade som nummer 19 ut den kvällen, efter Sveriges Jan Johansen med "Se på mig" och före Sloveniens Darja Švajger med "Prisluhni mi". Vid slutet av omröstningen hade den samlat ihop 92 poäng, och slutade på femte plats.
Låten är en kärleksballad, där jag-personen frågar du-personen när tågen från Mols till Skagen går.

### Fotnoter
1. 1 2  ”Eurovision Song Contest 1995”. European Broadcsting Union. http://www.eurovision.tv/page/history/by-year/contest?event=310. Läst 30 december 2009.